# Saarloosi farkaskutya

## Testfelépítése
A saarlosi farkaskutya erős, farkasszerű, arányos felépítésű kutya. A kanok és a szukák megjelenése között határozott különbség figyelhető meg. A kan testének hossza nagyobb, mint a magassága, a hátvonala erős, a lágyéka izmos. Fara normális mértékben lejtős. Mellkasa széles, nem nyúlik mélyebbre a könyöknél, a bordák szépen íveltek. Farka alacsonyan tűzött és nem kunkorodhat. Mellső lábain jól kirajzolódnak az ízületek, a hátsón normális mértékben. Az enyhe dongalábúság megengedett, mint ahogy a kissé kifelé forduló mellső mancs is. A mancsok enyhén ovális alakúak és zártak. Feje oldalról lapos, koponyája széles és lapos tetejű, bár a fülek közt enyhén domborodó. A stop nem túl erőteljes. Az erőteljes arcorri rész nagyjából ugyanolyan hosszú, mint a koponya. A felálló fülek kissé ferdék, közepes hosszúságúak és mérsékleten hegyesedők. A fülek belseje is eléggé szőrös. A szemek közepes nagyságúak, kissé ferde vágásúak, a tekintetük tartózkodó és éber. A saarlosi farkaskutya harapása ollószerű. Drótszerű, sűrű, gyapjas aljszőrzettel. A nyak körül gallér látható. Leggyakoribb színei az avarbarna és farkasszürke. Az avarbarna állatok orra és pigmentációja májszínű, a farkasszürke egyedeké fekete. Elfogadható a világos krémszínű szőrzet is. A szemeknél a sárga szín preferált.

## Méretei
- Marmagasság: kan: 63–65 cm, szuka: 60–63 cm
- Testtömeg: 28–34 kg

## Vérmérséklete
A saarlosi farkaskutyát a farkasok és német juhászkutyák keresztezésével állították elő. A farkasok vére miatt egészen egyedi személyisége van, amely erősen emlékeztet a farkasokéra. Értelmes és figyelmes fajta. Gazdájával és családtagjaival szemben gyengéd és odaadó, ugyanakkor független és akaratos is. Ismeretlen személyekkel, állatokkal, dolgokkal és helyzetekkel szembesülve tartózkodóan és óvatosan viselkedik. Kiváló a szaglása, igen kitartó és nagyon erős a vadászösztöne. Keveset ugat. A szuka évente általában csak egyszer tüzel. Veszélyhelyzetben a harc helyett többnyire a menekülést választja. Őrző-védő kutyának nem alkalmas. Ha a saarlosi farkaskutya kölyökkorától kezdve megszokta a gyerekek társaságát, a velük való együttlét során nem merülhetnek fel gondok. A számára ismerős vagy a családhoz tartozó más kutyákkal is jól kijön. A saarlosi farkaskutyát nem célszerű egyedül tartani, jobb, ha kap egy játékos kutyatársat - a fajta e tekintetben nem fontos. A macskákkal és egyéb háziállatokkal már más a helyzet; a fajta erős vadászösztöne miatt a kölyköt már egész kicsi korától kezdve szoktatni kell a más fajtájú állatok társaságához. Idegenekkel szemben vagy ismeretlen helyzetekben óvatosan viselkedik.

## Tanítása
Ez a fajta igen alapos szocializációt igényel, amelyet lehetőleg még nyolchetes kora előtt meg kell kezdeni. Az ismeretlen emberekkel, állatokkal, dolgokkal és helyzetekkel szembeni természetes félénksége nemkívánatos viselkedéshez vezethet, ha nem kap időben megfelelő nevelést. A saarlosi farkaskutya gazdájának beható ismeretekkel kell rendelkeznie a kutyák viselkedésére vonatkozóan, és azokat a gyakorlatba is képesnek kell lennie átültetni. Fontos, hogy képes legyen falkavezérként viselkedni, mivel csak így nyerheti el a kutya tiszteletét és bizalmát. Ha ezek a követelmények teljesülnek, a kutyával végzett munka jutalma egy olyan társ lesz, amelyet bárhová el lehet vinni és amely minden helyzetben jól reagál. A fajta elég értelmes ahhoz, hogy gyorsan megtanulja a parancsokat, de nem szabad feltétlen engedelmességet várni tőle. Az sem jó, ha olyan parancsokat hajtatnak végre vele, amelyet a kutya szemszögéből nézve értelmetlenek.

## Alkalmazásai
A fajta kitenyésztésénél olyan kutya megteremtése volt a cél, amely főként mentéseknél, illetve vakvezetőként használható. A saarlosi farkaskutya azonban mára népszerű családi kutya lett. Sajnos, természetes megjelenése és tulajdonságai igen vonzók azok számára, akik nem kedvelik a mesterkéltséget. Ilyen kutyával érdemes lehet ügyességi vagy engedelmességi foglalkozásokra járni, de itt nem versenyzésre kell helyezni a fő hangsúlyt, hanem arra az örömre, amelyet ez a tevékenység szerez a kutyának és a gazdának egyaránt.